# فردا مال ماست (فیلم)
فردا مال ماست (به تامیلی: Naalai Namadhe) فیلمی محصول سال ۱۹۷۵ و به کارگردانی کی. اس. ستوماداوان است. در این فیلم بازیگرانی همچون ام. جی راماچادران، لاتا، ام.ان. نامبیار، ناگش، ام.جی. سومان، چاندرا موهان، ونیرا آدی نیرمالا ایفای نقش کرده‌اند.